# Liste der Baudenkmäler in Baisweil

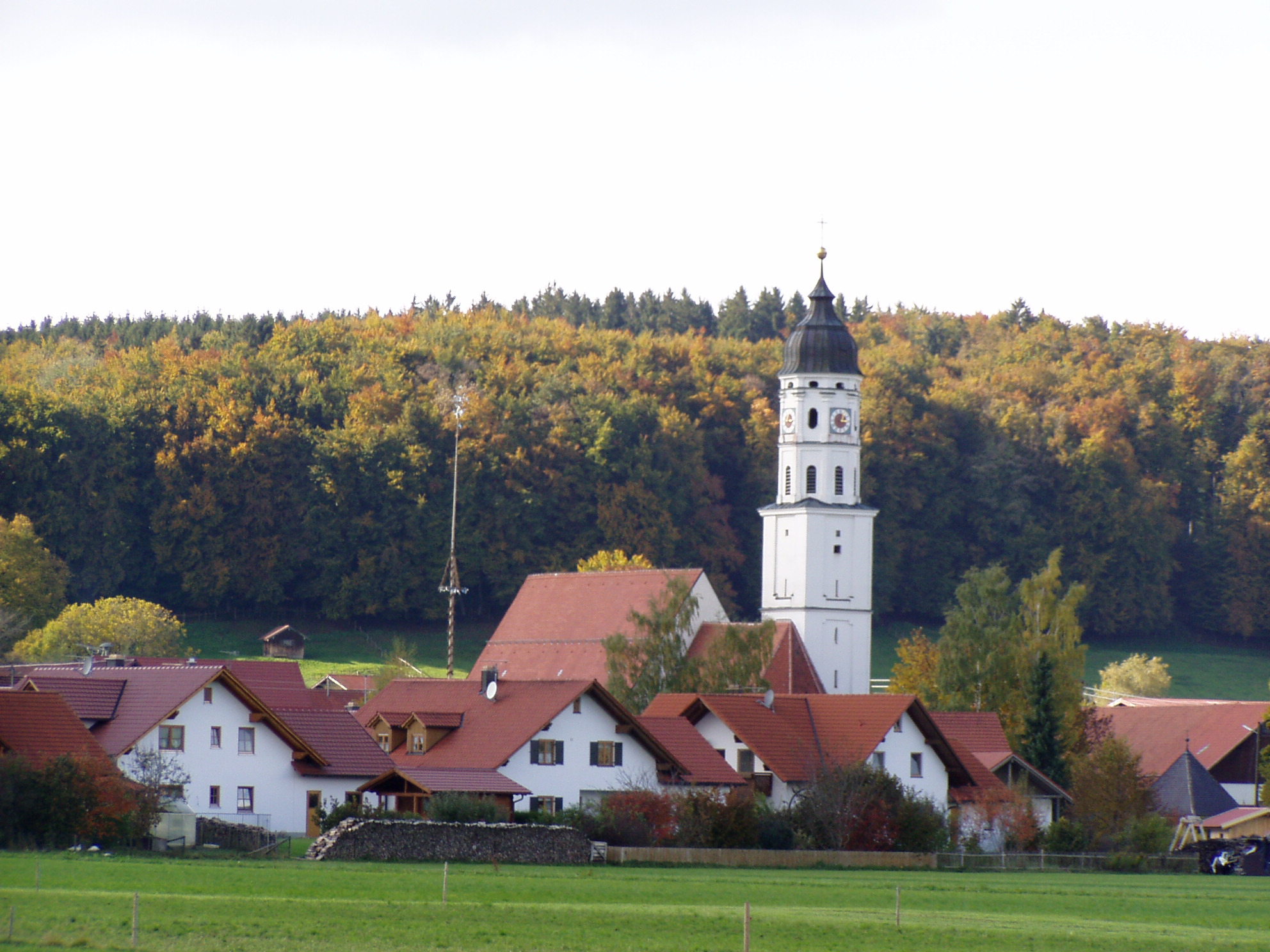
Lauchdorf

Auf dieser Seite sind die Baudenkmäler in der schwäbischen Gemeinde Baisweil zusammengestellt. Diese Tabelle ist eine Teilliste der Liste der Baudenkmäler in Bayern. Grundlage ist die Bayerische Denkmalliste, die auf Basis des Bayerischen Denkmalschutzgesetzes vom 1. Oktober 1973 erstmals erstellt wurde und seither durch das Bayerische Landesamt für Denkmalpflege geführt wird. Die folgenden Angaben ersetzen nicht die rechtsverbindliche Auskunft der Denkmalschutzbehörde.

## Baudenkmäler nach Ortsteilen

### Baisweil
| Lage                                                    | Objekt                                          | Beschreibung | Akten-Nr.             | Bild                                        |
| ------------------------------------------------------- | ----------------------------------------------- | --- | --------------------- | ------------------------------------------- |
| Allgäuer Straße 19 (Standort)                           | Bauernhaus                                      | Ostgiebel mit kräftiger Architekturgliederung, wohl zweites Viertel 19. Jahrhundert | D-7-77-114-1 Wikidata | Bauernhaus                                  |
| Allgäuer Straße 33 (Standort)                           | Ausleger                                        | Spätklassizistisch, um 1820 | D-7-77-114-3 Wikidata | Ausleger                                    |
| Am Oberen Mühlbach 13 (Standort)                        | Bauernhaus                                      | Giebelseitig Tennen- und Remisentor, am Dachfuß Rankenmalerei und bemalter Kerbschnittfries, 18. und Mitte 19. Jahrhundert | D-7-77-114-4 Wikidata | Bauernhaus                                  |
| Irseer Straße (1,5 km südlich der Ortsmitte) (Standort) | Katholische Wegkapelle St. Joseph               | Einfacher Rechteckbau mit polygonaler Apsis, 1870; mit Ausstattung | D-7-77-114-9          | Katholische Wegkapelle St. Joseph           |
| Keltenweg 6 (Standort)                                  | Ausleger                                        | Gusseisern, bemalt, um 1870/80 | D-7-77-114-7 Wikidata | BW                                          |
| Maiengasse (im Friedhof) (Standort)                     | Sandsteinsäule mit Figur St. Anna selbdritt     | Bezeichnet mit „1758“, von Bildhauer Buder | D-7-77-114-8 Wikidata | Sandsteinsäule mit Figur St. Anna selbdritt |
| St.-Anna-Straße (Standort)                              | Kriegerdenkmal                                  | Offener Rundtempel mit vier Pfeilern und Flachkuppel über Kranzgesims, Kunststein, Pieta, 1921 Gedenkplatte an die Befreiungskriege 1805 bis 1815, Steintafel aus der früheren Pfarrkirche mit gemauerter Tuffsteinumrahmung Gedenkplatte an die Feldzüge 1866 und 1870/71, Steintafel aus der früheren Pfarrkirche mit gemauerter Tuffsteinumrahmung | D-7-77-114-19         | Kriegerdenkmal                              |
| St.-Anna-Straße 9 (Standort)                            | Pfarrhaus                                       | Steilsatteldach und Giebelgliederung, erbaut 1705 Pfarrstadel, 19. Jahrhundert, mit Wappentafel, bezeichnet mit „1665“ | D-7-77-114-5 Wikidata | weitere Bilder                              |
| St.-Anna-Straße 18 (Standort)                           | Katholische Pfarrkirche St. Johannes der Täufer | Neuromanischer Backsteinbau von Architekt Maxon, 1886/92; mit Ausstattung | D-7-77-114-6          | weitere Bilder                              |

### Großried
| Lage                                                | Objekt                                | Beschreibung | Akten-Nr.              | Bild                |
| --------------------------------------------------- | ------------------------------------- | --- | ---------------------- | ------------------- |
| Großried 2 (Standort)                               | Katholische Filialkirche Heilig Kreuz | Spätgotischer Saalbau mit eingezogenem Polygonalchor, um 1500, um 1700 erneuert mit Vorhalle und Dachreiter; mit Ausstattung, 1891 | D-7-77-114-10          | weitere Bilder      |
| Wörishofener Weg (am Nordende des Ortes) (Standort) | Kreuz aus Tuffstein                   | Spätmittelalterlich. | D-7-77-114-11 Wikidata | Kreuz aus Tuffstein |

### Lauchdorf
| Lage                                                                     | Objekt                                    | Beschreibung | Akten-Nr.              | Bild |
| ------------------------------------------------------------------------ | ----------------------------------------- | --- | ---------------------- | --- |
| Alpenstraße (am Südende des Ortes) (Standort)                            | Fragment eines Steinkreuzes               | Spätmittelalterlich | D-7-77-114-17 Wikidata | Fragment eines Steinkreuzes |
| Alpenstraße 31 (Standort)                                                | Pfarrhaus                                 | Zweigeschossiger Massivbau mit Steilsatteldach und Putzgliederung, erbaut und bezeichnet mit „1673“                                    | D-7-77-114-12 Wikidata | Pfarrhaus |
| Alpenstraße 38 (Standort)                                                | Katholische Pfarrkirche Mariä Himmelfahrt | Saalbau mit Putzgliederung und eingezogenem Polygonalchor, im Kern 1517, um 1700 und 1902 umgebaut, Turmoberteil 1740; mit Ausstattung | D-7-77-114-13          | weitere Bilder |
| Alpenstraße 95 (bei der Mühle im Norden außerhalb des Dorfes) (Standort) | Sühnekreuz                                | Tuffstein, spätmittelalterlich | D-7-77-114-18 Wikidata | [[Vorlage:Bilderwunsch/code!/C:47.975922,10.531666!/D:Alpenstraße 95 (bei der Mühle im Norden außerhalb des Dorfes), Sühnekreuz!/\|BW]] |
| bei Lauchdorf (ca. 1 km nordöstlich der Ortsmitte) (Standort)            | Friedhofskapelle                          | Saalbau mit Satteldach, erbaut nach 1805; mit Ausstattung Zugehöriger Friedhof, mit Grabdenkmälern und Ummauerung                      | D-7-77-114-16 Wikidata | Friedhofskapelle |

## Abgegangene Baudenkmäler
In diesem Abschnitt sind Objekte aufgeführt, die früher einmal in der Denkmalliste eingetragen waren, jetzt aber nicht mehr existieren, z. B. weil sie abgebrochen wurden. Aktennummern in diesem Abschnitt sind ehemalige, jetzt nicht mehr gültige Aktennummern.

| Lage                                   | Objekt     | Beschreibung | Akten-Nr.             | Bild       |
| -------------------------------------- | ---------- | --- | --------------------- | ---------- |
| Baisweil Allgäuer Straße 20 (Standort) | Bauernhaus | Mittertennbau mit mittelsteilem Dach, Kniestock- und Tennenbundwerk, zweites Viertel 19. Jahrhundert Abgebrochen 2006. | D-7-77-114-2 Wikidata | Bauernhaus |